# Roland Orlik
Roland Orlik (ur. 31 marca 1965 w Krapkowicach) – polski skrzypek i pedagog.
Absolwent Akademii Muzycznej w Katowicach (klasa skrzypiec Antoniego Cofalika, dyplom z wyróżnieniem). Od 1988 pracuje na tej uczelni, prowadzi klasę skrzypiec. Profesor doktor habilitowany. Koncertmistrz Narodowej Orkiestry Symfonicznej Polskiego Radia w Katowicach (od 1993).

## Nagrody i wyróżnienia
- 1989 – Ogólnopolski Studencki Festiwal Muzyki Polskiej, II nagroda
- 1990 – Ogólnopolski Konkurs Skrzypcowy im. Zdzisława Jahnkego, wyróżnienie
- 1991 – X Międzynarodowy Konkurs Skrzypcowy im. Henryka Wieniawskiego, wyróżnienie